# Domingo Sugrañes
Domingo Sugrañes Gras (Reus, 11 de diciembre de 1878 - Barcelona, 8 de agosto de 1938) fue un arquitecto español, discípulo de Antoni Gaudí, a quien sucedió al frente de las obras del Templo Expiatorio de la Sagrada Familia.

## Biografía

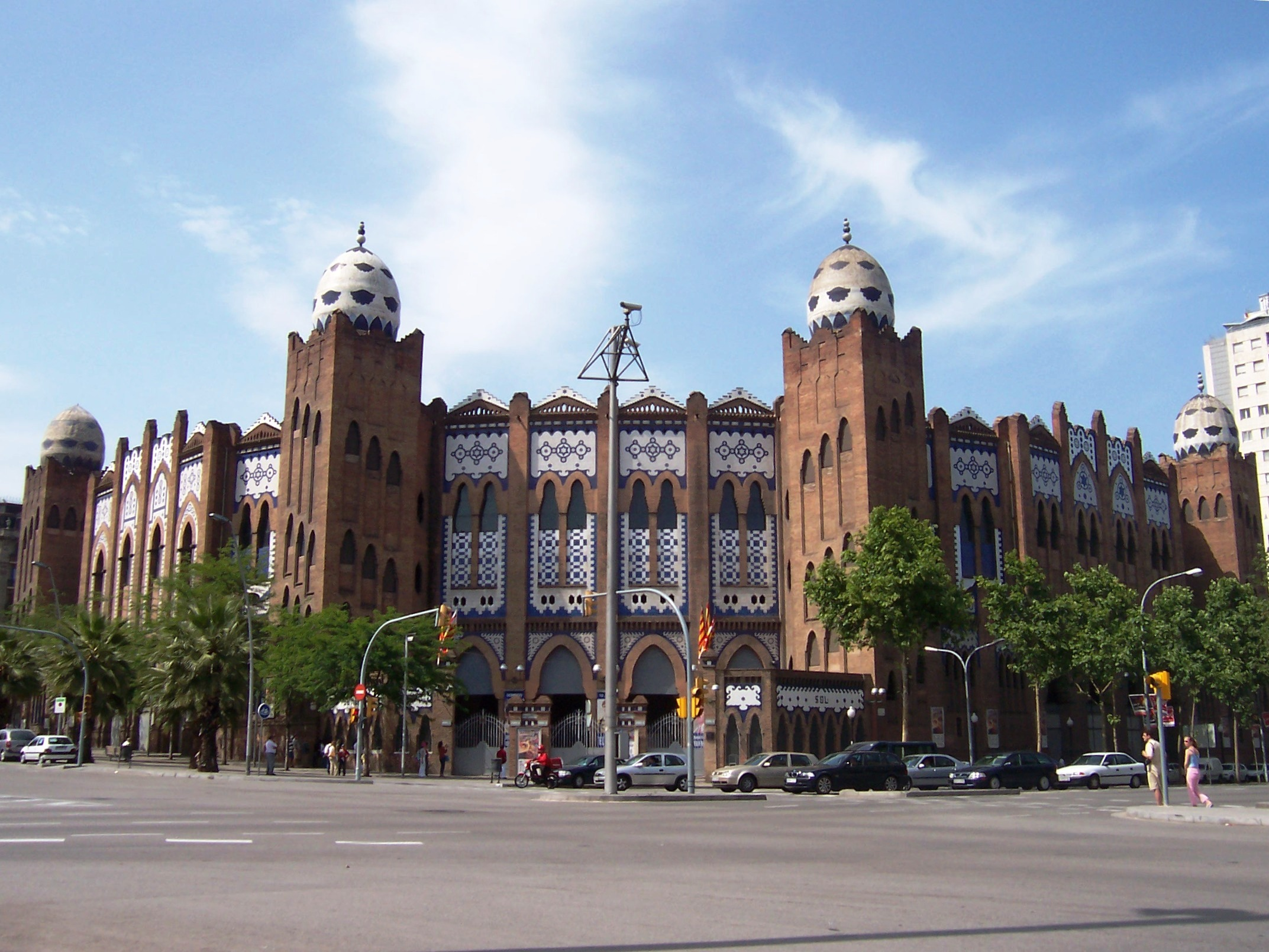
Plaza de toros Monumental de Barcelona.

Era hijo de Domingo Sugrañes Gassol y María Gras Fortuny, propietarios de la confitería «El Globo» en Reus. Estudió el bachillerato en Reus, donde se tituló en 1894, y luego se desplazó a Barcelona para estudiar arquitectura en la Escuela Técnica Superior de Arquitectura de Barcelona. 
Para pagarse los estudios trabajó de ayudante de diversos arquitectos, como Joan Baptista Pons i Trabal y, especialmente, Antoni Gaudí —a quien conoció en 1896—, reusense como él, motivo por el que lo apadrinó profesionalmente. Acabó la carrera en 1907, aunque no solicitó el título de arquitecto hasta 1912. En 1909 casó con Xaviera de Franc, con la que tuvo tres hijos: Ramon, Montserrat y Conxita. Además de su actividad edilicia fue profesor en la Escuela del Trabajo de Barcelona, en la Escuela de Arquitectura, en el Ateneu Politècnic, en el Ateneo Enciclopédico Popular y en las Escuelas de la Sagrada Familia.
Fue uno de los principales colaboradores de Gaudí y, a la muerte de Francisco Berenguer en 1914, se convirtió en su mano derecha. Sugrañes completó la torre Bellesguard con los bancos de mosaico, el aguamanos del vestíbulo, la casa de los porteros y el edificio para la bomba de agua del pozo, con forma de dragón (1917); realizó la casa de la finca Miralles, de la que Gaudí sólo hizo la puerta de entrada al recinto, con un proyecto en forma de barraca valenciana (1919); y colaboró en la casa Batlló y la casa Milà. También colaboró con Gaudí y Juan Rubió en el anteproyecto de reforma de la fachada del santuario de la Virgen de la Misericordia de Reus (1906), que no se realizó. A la muerte de su maestro en 1926 se hizo cargo de las obras de la Sagrada Familia, donde terminó la fachada del Nacimiento, hasta que tuvo que abandonar en 1936 debido al estallido de la Guerra Civil. En 1938 reconstruyó las Escuelas de la Sagrada Familia, incendiadas al inicio de la contienda civil. Sugrañes fue uno de los hombres de confianza de Gaudí, hasta el punto que este último le instituyó como su albacea testamentario.
En 1915-1916 colaboró con Ignasi Mas i Morell en la plaza de toros Monumental de Barcelona, ampliación de la obra original de Manuel Raspall, a la que añadieron la fachada de estilo neomudéjar, con apliques de cerámica blanca y azul y paramento de ladrillo visto, así como unas cúpulas de forma ovoide.
Fue arquitecto municipal de Mollet del Vallés (1913-1930), donde elaboró un Plano General de Reforma y Ensanche de Mollet del Vallés (1913). También construyó una fuente de estilo modernista en la plaza Prat de la Riba (1921), así como una casa también modernista en la calle de Berenguer III.
El resto de sus obras estuvo a caballo entre el modernismo y el novecentismo —a partir de los años 1920—: en Barcelona construyó diversos edificios de viviendas (casa Sivatte, 1914; edificios de la calle Balmes 107 y 109, 1922; edificio Muntaner 147 - Rosellón 142, 1928; edificios de la calle Valencia 90 y 315, 1930; edificio de la calle Córcega 228 esquina Aribau, 1931; edificio de la ronda de San Antonio 70, 1931; edificios Muntaner 193 - Londres 88 y 90, 1932), así como la Escuela de los Escolapios de la calle Balmes (1928) y el Hotel Diagonal Tuset (actual edificio Mas de Miquel, 1929). También realizó diversos edificios en Capellades (Escuela Pública Marquès de la Pobla, 1931), Reus (Mas Llevat, ampliación y reforma de la Casa Pellicer, 1928), Salou (casa Bonet, 1918; chalet Marisol/Solimar, chalet Loperena, los aparcamientos para veraneantes “Sol i Mar” y “Mar i Sol”) y Cambrils (chalet “Verd i blau”).
Fue autor de Arquitectura y construcción modernas (1923), así como del artículo Disposición estática del Templo de la Sagrada Familia (1923) en el Anuario de la Asociación de Arquitectos.
Anímicamente afectado por la destrucción del taller de la Sagrada Familia al inicio de la Guerra Civil, murió en 1938 de un ataque al corazón en el apeadero de Aragón al regreso de un viaje a Capellades.

## Obras
- —— (1915) [1900]. Tratado completo teórico y práctico de arquitectura y construcción modernas. Marcelino Bordoy Ed.